# 32531 Ulrikababiaková
(32531) Ulrikababiaková, denumire internațională (32531) Ulrikababiakova, este un asteroid din centura principală de asteroizi.

## Descriere
32531 Ulrikababiaková este un asteroid din centura principală de asteroizi. A fost descoperit pe 13 august 2001 la Observatorul din Ondřejov de Peter Kušnirák. Asteroidul prezintă o orbită caracterizată de o semiaxă mare de 2,69 ua, o excentricitate de 0,15 și o înclinație de 12,3° în raport cu ecliptica.